# Katharina Steindl
Katharina Steindl (* 8. Juni 1944 in Mittersill) ist eine ehemalige österreichische Politikerin (SPÖ). Steindl war 1994 Abgeordnete zum Österreichischen
Nationalrat.
Steindl erlernte nach dem Besuch der Pflichtschule den Beruf der Köchin und war zudem beruflich als Betreuerin behinderter Kinder tätig. Zwischen 1978 und 1992 war sie Gemeinderätin in der Stadt Salzburg, zudem vertrat sie zwischen dem 4. Mai 1994 und dem 6. November 1994 kurzfristig die SPÖ im Nationalrat. Nach dem Ausscheiden aus dem Nationalrat arbeitet Steindl für die Salzburger Volkshilfe.